# ECCW SuperGirls Championship
L'ECCW SuperGirls Championship (anche noto come NWA ECCW SuperGirls Championship) è un titolo della divisione femminile della federazione Elite Canadian Championship Wrestling che ha sede nella Columbia Britannica in Canada.

## Storia
Il titolo venne messo in palio il 24 giugno 2005 e Rebecca Knox divenne la prima campionessa sconfiggendo Miss Chevius. 

Seppur questo titolo appartenga ad un campionato regionale, è stato difeso anche negli Stati Uniti ed in Giappone tramite il circuito dei territori NWA a cui la ECCW è affiliata.

## Campionessa in carica
L'attuale detentrice è Cat Power che ha vinto il titolo il 28 febbraio 2016 a Tokyo in Giappone ed è al suo secondo Regno.

## Albo d'oro
| Lottatrice      | Regni | Data             | Luogo                                 | Note                                                                 |
| --------------- | ----- | ---------------- | ------------------------------------- | -------------------------------------------------------------------- |
| Rebecca Knox    | 1     | 24 giugno 2005   | Surrey in Columbia Britannica         | Sconfisse Miss Chevius diventando prima campionessa.                 |
| Lisa Moretti    | 1     | 21 aprile 2006   | Surrey                                |                                                                      |
| Nattie Neidhart | 1     | 8 ottobre 2006   | Newark in California                  |                                                                      |
| Nicole Matthews | 1     | 27 ottobre 2006  | Surrey                                | Sconfisse Neidhart e Veronika Vice in un triple treath match.        |
| Veronika Vice   | 1     | 4 aprile 2007    | Port Coquitlam in Columbia Britannica |                                                                      |
| Penni Lane      | 1     | 29 febbraio 2008 | Surrey                                |                                                                      |
| Nicole Matthews | 2     | 1º marzo 2008    | Vancouver in Columbia Britannica      |                                                                      |
| Veronika Vice   | 2     | 7 febbraio 2009  | Vancouver                             |                                                                      |
| Tenille Tayla   | 1     | 1º agosto 2009   | Vancouver                             | Sconfisse Veronika Vice e Nicole Matthews in un triple treath match. |
| Veronika Vice   | 3     | 27 novembre 2009 | Surrey                                |                                                                      |
| Tenille Tayla   | 2     | 19 marzo 2010    | Surrey                                |                                                                      |
| Nicole Matthews | 3     | 29 ottobre 2010  | Surrey                                | Sconfisse Tayla in un tables match.                                  |
| KC Spinelli     | 1     | 28 ottobre 2011  | Surrey                                |                                                                      |
| Nicole Matthews | 4     | 23 marzo 2013    | Port Coquitlam                        |                                                                      |
| Vacante         | –     | 23 agosto 2014   | Vancouver                             | Matthews rese vacante il titolo dopo aver vinto l'ECCW Championship  |
| Cat Power       | 1     | 3 gennaio 2015   | Vancouver                             | Cat Power sconfigge Kate Carney nella finale di un torneo.           |
| Syuri           | 1     | 12 luglio 2015   | Kawasaki, Kanagawa, Giappone          | Evento promoddo da Reina Joshi Puroresu                              |
| Cat Power       | 2     | 28 febbraio 2016 | Tokyo, Giappone                       | Evento promoddo da Reina Joshi Puroresu                              |